# 入江喜和
入江 喜和（いりえ きわ、1966年4月27日 - ）は、日本の漫画家。東京都出身。血液型はA型。夫は同じく漫画家の新井英樹。1989年より短中編の群像劇を青年誌を中心に発表、2006年より主な活動の場を女性誌に移す。

## 来歴
東京都板橋区で生まれる。11歳で千葉県銚子市に移住。居酒屋を経営する家庭で育つ。母親が東京下町で生まれ育ち、入江自身も21歳から墨田区・江東区に住んでいる。中学・高校時代、山岸凉子から多大な影響を受ける。
1988年より劇画村塾(小池一夫劇画村塾)に通い、マンガを描き始める。デビュー前から小池一夫から「天才」と称賛されていた。
1998年、『月刊アフタヌーン』（講談社）の「四季賞・1989年冬のコンテスト」で、「杯気分! 肴姫」が四季賞を受賞。

### 青年誌時代
1991年に『杯気分! 肴姫』で連載デビュー。以降は『モーニング』（講談社）、『コミックビーム』（エンターブレイン）を中心に作品を発表していく。
シングルマザーを主人公にした『のんちゃんのり弁』は、1997年に中部日本放送制作TBS系のドラマ30枠でTVドラマ化。翌年に同じ枠でドラマの続編も放送され、2009年には映画化された。
2000年ごろから一時休筆した後、2004年5月、『モーニング』での『昭和の男』連載で復帰。
その後、2006年より女性誌である講談社『BE・LOVE』を主な執筆の場とする。

### 講談社『BE・LOVE』時代
デビューから青年誌を中心に作品を発表してきた入江は、2006年より30〜40代女性が読者ターゲットの『BE・LOVE』に作品を掲載しはじめる。
『おかめ日和』（2006年 - 2013年）を『BE・LOVE』誌上にて、足かけ8年連載した。最終的に全17巻の大作となる。
『たそがれたかこ』（2013年 - 2017年）は、「このマンガがすごい！2018【オンナ編】」第4位。最終10巻と第1巻にはCD付き特装版があり、「クリープハイプ」の尾崎世界観が、同作のために書き下ろした完全オリジナル曲(「漫画」)を収録したことでも大きな話題となった。最終話は例外的に2号連続で1話扱いとなり、そのタイトルは「風にふかれて」であり、クリープハイプの曲名からつけられた。なお、同作の登場人物、谷在家光一は、尾崎世界観がモデルである。
『東京BONごはん〜おウチで作る名店の味〜』（2014年 - ）を『おとなの週末』にて連載。この作品は、『たそがれたかこ』連載中の執筆となり、入江、初の並行連載となる。東京の名店の名物料理を数ページの食レポ形式のマンガで紹介し、家庭の普通の食材でつくれる関連したアレンジ料理を1〜2品、登場人物・いさくのクッキングレシピという趣向で各話の最終ページに描いた。2017年9月には『モーニング』2017年41号にて読切作『シダ＆ナンシー』が掲載。
2018年、『ゆりあ先生の赤い糸』を『BE・LOVE』2018年3月1日号より連載開始。入江は、「今回は思いっきり「少女漫画」をやりたかった。昔、自分が毎日中毒になるくらい浸かっていた、次回が楽しみすぎて最新号を読んだ時からもどかしいくらいの、少女マンガ。それって「共感」だけじゃなかったハズなんですよね。何だか知らんけどやたらその世界に引き込まれてしまう「勢い」があった。それを目指して描いてみたいー」としている。読者の評価も高く、「このマンガがすごい！2020」オンナ編・第8位となった。
2019年9月から10月には、「新井英樹・入江喜和　画業30周年原画展」を、イオンモールkyoto、丸井錦糸町店、丸井有楽町店にて同時開催。
2021年、『ゆりあ先生の赤い糸』が第45回講談社漫画賞総合部門を受賞。
2023年、『ゆりあ先生の赤い糸』が第27回手塚治虫文化賞を受賞。

## 人物
- 様々な登場人物を細かく描き分ける群像劇が中心で、舞台となる店や施設、街の取材を怠らず、設定は入江が暮らす東京の下町や山手線圏内であることが多い。その際、実在する街角や、ライヴハウス、バーなどがリアルに丹念に描かれるのが特徴のひとつ。物語は、登場人物が勝手に動く方法でつくっていくと入江も言う。例えば『たそがれたかこ』の9巻の場合は、「たかこさんが急に立ちあがって歌いだしたっていうのはうれしかったです。(…)「そうか、バンドやりたいのか、たかこさん！」と！　胸に迫るものがありました」と語っている[10]。
- エレファントカシマシファンで、宮本浩次に関しても多々発言している。
- バレエ好き。

## 作品リスト
- 杯気分! 肴姫（1991年 - 1993年、講談社モーニングKC、全7巻）
  - 杯気分! 肴姫（2010年、エンターブレイン刊ビームコミックス新装版、全3巻）
- のんちゃんのり弁（1995年 - 1998年、講談社モーニングKC、全4巻）
  - のんちゃんのり弁 新装版（2009年、講談社モーニングKCDX、上・下巻）
- ちゃらっぽこ幽霊（『コミックビーム』1999年4月号 - 5月号掲載、前後編38ページ、2008年エンターブレイン刊ビームコミックス『ビーム短編傑作選 奥村編集長セレクション マンゴー編』に収録）（一読すると、読んだことが忘れらなくなる傑作）
- ざしき（『コミックビーム』1999年8月号掲載。「ちゃらっぽこ幽霊」の続編）
- あこがれ（『コミックビーム』2000年1月号掲載）
- 昭和の男（2004年 - 2005年、講談社モーニングKC、全2巻）
- おかめ日和（2006年 - 2013年、講談社『BE・LOVE』連載、講談社 BE・LOVE KCDX、全17巻）
- あこがれの山岸凉子先生にお会いしました（2013年、講談社『BE・LOVE』6号  2ページ小品）（山岸凉子『言霊』 収録 KCデラックス BE LOVE）
- たそがれたかこ（2013年 - 2017年、講談社『BE・LOVE』、全10巻）
- 今日もウチで呑んでます（2013年 、日本文芸社 別冊漫画ゴラク 酒楽 2013年9月第1号 - 2014年1月 第2号 連載）（おつまみレシピのあるエッセイマンガ）（「東京BONごはん〜おウチで作る名店の味〜」収録）
- なんやかんやで四半世紀 画業25周年記念プレゼント小冊子（2014年、講談社 非売品 『たそがれたかこ』1・2巻購読者へのキャンペーン景品 12ページ小冊子 入江の様々な登場人物が入り乱れるファンブック）
- 東京BONごはん〜おウチで作る名店の味〜（日本文芸社ニチブンコミックス 全1巻）（初出タイトル「こまどり夫婦の東京BONごはん」 講談社 『おとなの週末』2014年4月 - 2015年7月）
- たそがれたかこ 番外編 公平くん男道（2017年8月、講談社『BE・LOVE』15号、8ページ小品）（「キワ本」に収録）
- シダ＆ナンシー（2017年、講談社 『モーニング』41号 1話読み切り）
- たそがれたかこ 特別描き下ろし うわがき たかこ（2018年5月、KADOKAWA『ダ・ヴィンチ』6月号、2ページカラー作品）（「キワ本」に収録）
- ゆりあ先生の赤い糸（2018年 - 2022年[19]、講談社『BE・LOVE』連載、講談社 BE・LOVEコミックス、全11巻）
- みっしょん!!（2023年[20] - 、講談社『BE・LOVE』連載、既刊4巻）
- #アオハル不倫 #帰れないふたり（2024年、双葉社『JOUR』12月号読切[21]） - 『#アンソロジー #アオハル不倫 #カワイイ死ね』に収録。